# Nazlet Zeid
Nazlet Zeid, en arabe : خربة نزلة زيد ou Nazlat ash-Sheikh Zeid, est un village du gouvernorat de Jénine en Palestine, dans le nord de la Cisjordanie. Selon le recensement du Bureau central palestinien des statistiques, la localité compte une population de 843 habitants en 2017.